# Uvarus caprai
Uvarus caprai là một loài bọ cánh cứng trong họ Bọ nước. Loài này được Pederzani & Sanfilippo miêu tả khoa học năm 1978.